# 高鶴
高鶴（1517年—1601年），字若齡，號望梅，别號可也居散人，浙江紹興府山陰縣人，民籍，明朝政治人物。

## 生平
嘉靖二十五年（1546年）丙午科浙江鄉試第一名舉人。嘉靖二十九年（1550年）中式庚戌科會試第五十五名，三甲第十四名進士。授蘇州府推官，三十三年正月选授南京户科給事中，三十五年三月被吏部尚書李本考察黜职。贬光泽县丞，量移定远知县，而後罢官家居，年八十五卒。著有《可也居集》八卷。

## 家族
曾祖高鍊；祖父高玥；父高本忠，母胡氏。永感下。弟高鹏、高鸣。